# Justice (gruppo musicale francese)
I Justice sono un duo electro francese composto da Gaspard Augé (nato il 21 maggio 1979 a Besançon), e Xavier de Rosnay (nato il 2 luglio 1982 a Ozoir-la-Ferrière). Sono uno dei gruppi di maggior successo della Ed Banger Records, nonché la sua "punta di diamante"; il loro manager è il famoso Pedro Winter (meglio noto come Busy P), già manager dei Daft Punk e direttore dell'etichetta. Il loro stile e la loro immagine sono influenzate da una forte vena rock.

## Storia del gruppo
Il duo ha raggiunto il successo remixando pezzi di diversi artisti tra cui Simian, Britney Spears, N.E.R.D, Fatboy Slim e Daft Punk. Il primo singolo della band fu Waters of Nazareth, pubblicato nel settembre del 2005 ed in seguito campionato da diversi DJ come Erol Alkan, Tiga, 2 Many DJ's ed Ivan Smagghe. Il pezzo fu ripubblicato nel 2006 con diversi remix addizionali, e venne inoltre inclusa nel videogioco Grand Theft Auto IV. Nel frattempo i Justice continuarono a lavorare sui remix per Franz Ferdinand, Mystery Jets, Soulwax e Mr. Oizo.
I Justice vinsero il premio per il Miglior Video agli MTV Europe Music Awards 2006 per la canzone We Are Your Friends, remix di un pezzo dei Simian.
Il loro album di debutto, intitolato Cross, fu pubblicato dalla Ed Banger Records nel giugno 2007. L'album fino ad oggi ha venduto 800,000 copie, fu preceduto dall'EP D.A.N.C.E, uscito il 28 maggio, la cui title track è stata dedicata a Michael Jackson, di cui i due sono grandi fan.
I Justice hanno preso parte all'edizione 2007 del Coachella festival, al Fuji Rock Festival a Niigata, al Primavera Sound Festival a Barcellona ed all'Hultsfred Festival di Hultsfred, in Svezia.
Il 24 novembre è uscito il loro primo DVD documentario che include un CD registrato dal vivo dal titolo A Cross the Universe. Il materiale del DVD è stato filmato durante le date statunitensi del tour mondiale, nel marzo 2008.
Il 4 aprile 2011 è uscito il singolo Civilization, in esclusiva sull'iTunes Store come anticipazione del loro secondo album Audio, Video, Disco, uscito il 24 ottobre dello stesso anno.
Chorus VR: presso Il Sundance Film Festival 2018 dal 18 gennaio è stato possibile prendere parte all'esperienza di realtà virtuale multiplayer che prende il nome dalla canzone dei Justice nell'album Woman 2016 e ne è anche la colonna sonora, Chorus VR unisce sei persone in un gioco in stile Rez Infinite e realizzato con Unity.
Il 10 maggio 2018, i Justice hanno annunciato l'uscita del loro quarto album in studio, Woman Worldwide, fissata per il 24 agosto. L'album si presenta in 15 tracce; molte di esse sono remix in studio completamente nuovi di brani tratti dai precedenti lavori del duo, ma con ispirazione tratta dalle performace dal vivo. Stop (WWW) è il primo singolo estratto dall'album, pubblicato il 7 maggio 2018 e diretto da Mrzyk & Moriceau, già famosi per il video Don't Be Light del duo Air. Woman Worldwide rappresenta anche l'anniversario dei 10 anni di successi dei Justice.
Il 10 febbraio 2019 vincono con "Woman Worldwide" un Grammy Awards nella categoria Miglior album dance/elettronico.

### Stile musicale ed equipaggiamento
Il loro stile è in gran parte influenzato dal rock e dall'heavy metal e combina linee di basso con il suono di sintetizzatori compressi e distorti. Il duo utilizza anche campioni di brani da altri generi musicali.
L'equipaggiamento usato dal duo per le registrazioni include:
- Apogee
- Power Mac G5 computer
- Cubase
- e altri sequencer.[8]

Il loro setup live include:
- Korg RADIAS
- tre JazzMutant Lemur Input Devices,
- due MacBook Pro insieme ad Ableton Live
- Microkorg
- AKAI MPD24
- Korg ZERO8
- Pioneer DJM800.

## Discografia

### Album in studio
- 2007 – Cross
- 2011 – Audio, Video, Disco
- 2016 – Woman
- 2024 – Hyperdrama

### Album di remix
- 2018 – Woman WorldWide

### Album dal vivo
- 2008 – A Cross the Universe
- 2013 – Access All Arenas

### EP
| Anno | Titolo                                                  | B-side                                                                                                 | Formato  | Etichetta                                           |
| ---- | ------------------------------------------------------- | --- | -------- | --------------------------------------------------- |
| 2003 | Never Be Alone (vs. Simian) / Steamulation (vs. Gambit) | Espion - Anything is Possible (Château Flight Remix) Anything is Possible (Château Flight Bonus Beats) | 12"      | Ed Banger Records                                   |
| 2004 | Never Be Alone                                          | remix di DJ Hell                                                                                       | 12"      | International DeeJay Gigolo Records                 |
| 2005 | Waters of Nazareth                                      | Let There be Light, Carpates                                                                           | 12"      | Ed Banger Records                                   |
| 2006 | Waters of Nazareth (remix)                              | remix di Erol Alkan, DJ Funk e Justice feat. Feadz                                                     | 12", CD  | Ed Banger Records / Because Music / Vice Recordings |
| 2006 | We Are Your Friends                                     | remix di Lee Cabrera, Radio Slave & Spencer Parker, Milke ed Edison                                    | 12", CD  | Ten Records                                         |
| 2007 | Phantom                                                 | limited edition promo, con anteprima del singolo D.A.N.C.E.                                            | 12"      | Ed Banger Records                                   |
| 2007 | D.A.N.C.E.                                              | B.E.A.T, D.A.N.C.E. (extended) Phantom                                                                 | 12"      | Ed Banger Records / Because Music                   |
| 2007 | D.A.N.C.E. (Remixes Extended)                           | remix di Jackson & His Computer Band, MSTRKRFT, Alan Braxe & Fred Falke                                | 12"      | Ed Banger Records / Because Music                   |
| 2008 | DVNO EP                                                 | Radio Edit, remix di Surkin, Todd Edwards, LA Riot, Petits Pilous                                      | 12", CD  | Banger Records / Because Music                      |
| 2008 | Planisphere EP                                          | Planisphere Part 1, 2, 3 Final                                                                         | 12"      | Ed Banger Records                                   |
| 2011 | Civilization EP                                         | remix di Mr. Oizo-The F*****g Champs                                                                   | Digitale | Ed Banger Records                                   |
| 2012 | Audio,Video,Disco EP                                    | remix di Para One, Mickey Moonlight                                                                    | Digitale | Ed Banger Records                                   |
| 2012 | On'o'On EP                                              | remix di Brodinski, Ruined by Ricky Rubin, Video Village                                               | Digitale | Ed Banger Records                                   |
| 2012 | New Lands                                               | remix di Falcon, A Trak, Sebastian                                                                     | Digitale | Ed Banger Records                                   |
| 2013 | Helix                                                   | Presence, Ohio                                                                                         | Digitale | Ed Banger Records / Because Music                   |

### Singoli
|      | titolo                            |  |  |  |  |  | Album               |
| ---- | --------------------------------- |  |  |  |  |  | ------------------- |
| 2004 | Never Be Alone (vs. Simian)       |  |  |  |  |  |                     |
| 2006 | We Are Your Friends (vs. Simian)  |  |  |  |  |  |                     |
| 2005 | Waters of Nazareth                |  |  |  |  |  | Cross               |
| 2007 | D.A.N.C.E.                        |  |  |  |  |  | Cross               |
| 2007 | DVNO                              |  |  |  |  |  | Cross               |
| 2007 | Phantom                           |  |  |  |  |  | Cross               |
| 2009 | Tthhee Ppaarrttyy                 |  |  |  |  |  | Cross               |
| 2011 | Civilization                      |  |  |  |  |  | Audio, Video, Disco |
| 2011 | Audio, Video, Disco               |  |  |  |  |  | Audio, Video, Disco |
| 2012 | On'n'On                           |  |  |  |  |  | Audio, Video, Disco |
| 2012 | New Lands                         |  |  |  |  |  | Audio, Video, Disco |
| 2013 | Helix                             |  |  |  |  |  | Audio, Video, Disco |
| 2016 | Safe and Sound                    |  |  |  |  |  | Woman               |
| 2016 | Randy                             |  |  |  |  |  | Woman               |
| 2016 | Alakazam !                        |  |  |  |  |  | Woman               |
| 2016 | Fire (Radio Edit)                 |  |  |  |  |  | Woman               |
| 2018 | Heavy Metal                       |  |  |  |  |  | Woman               |
| 2017 | Pleasure (Live)                   |  |  |  |  |  |                     |
| 2018 | Stop (WWW)                        |  |  |  |  |  | Woman Worldwide     |
| 2018 | D.A.N.C.E. x Fire x Safe & Sound  |  |  |  |  |  | Woman Worldwide     |
| 2018 | Randy (WWW)                       |  |  |  |  |  | Woman Worldwide     |
| 2018 | Chorus (WWW)                      |  |  |  |  |  | Woman Worldwide     |
| 2018 | Love S.O.S. (WWW)                 |  |  |  |  |  | Woman Worldwide     |
| 2024 | One Night / All Night + Generator |  |  |  |  |  | Hyperdrama          |
| 2024 | Incognito                         |  |  |  |  |  | Hyperdrama          |
| 2024 | Saturnine                         |  |  |  |  |  | Hyperdrama          |
| 2024 | Neverender                        |  |  |  |  |  | Hyperdrama          |

### Remix per altri Artisti
| Anno | Artista               | Titolo                         |
| ---- | --------------------- | ------------------------------ |
| 2003 | Vicarious Bliss       | Theme from Vicarious Bliss     |
| 2003 | Gambit                | Steamulation                   |
| 2004 | N.E.R.D               | She Wants to Move              |
| 2004 | Scenario Rock         | Skitzo Dancer                  |
| 2005 | Britney Spears        | Me Against the Music           |
| 2005 | Death from Above 1979 | Blood on our Hands             |
| 2005 | Fatboy Slim           | Don't Let the Man Get You Down |
| 2005 | Daft Punk             | Human After All                |
| 2005 | Soulwax               | NY Excuse                      |
| 2005 | Mystery Jets          | You Can't Fool Me Dennis       |
| 2006 | Franz Ferdinand       | The Fallen                     |
| 2006 | Mr. Oizo              | Nazis                          |
| 2007 | Justin Timberlake     | LoveStoned                     |
| 2007 | ZZT                   | Lower State of Consciousness   |
| 2007 | Klaxons               | As Above, So Below             |
| 2008 | MGMT                  | Electric Feel                  |
| 2008 | Metallica             | Master of Puppets              |
| 2009 | Lenny Kravitz         | Let Love Rule                  |
| 2009 | U2                    | Get on Your Boots              |
| 2013 | Boys Noize            | Ich R U                        |

## Curiosità
- La canzone Genesis viene utilizzata come:
  - Colonna sonora ufficiale nel trailer "Assassin's Creed 2 - Gameplay Trailer".[9]
  - In Top Gear programma Tv viene utilizzata nell'episodio n1 serie 17.
  - è stato utilizzato nell'undicesimo episodio della seconda stagione di Shark - Giustizia a tutti i costi.
  - Come colonna sonora per il gioco Need for Speed: Undercover.
  - è stato utilizzato come intro e brano per il gioco DJ Hero.
  - è stato utilizzato in John Wick 4
- I brani D.A.N.C.E, Waters of Nazareth e D.A.N.C.E.(remix) fanno parte del gioco DJ Hero2.
- Il brano Waters of Nazareth si può sentire nella stazione radio Electro Choc del videogioco Grand Theft Auto IV.
- Il sample di Phantom I & II, è stato estratto dalla traccia Tenebre dall'omonimo album dei Goblin.
- La copertina di Phantom EP[10] ritrae un demone a tre facce di chiara ispirazione al Inferno di Dante Alighieri.
- In Stress compare il rumore di fabbrica sintetico utilizzato dai Devo nei loro video sulla de-evoluzione.
- Il brano DVNO (acronimo di DIVINO) è utilizzato nel film Hitman, quando il protagonista entra nel club di Udre Belicoff (Henry Ian Cusick)[11]
- Nel brano "Newjack" è presente un loop vocale tratto dal brano "You Make Me Wanna Wiggle" dei The Brothers Johnson.
- Il brano Planisphere è utilizzato durante l'attesa di tutto il "The Second Law tour" e "The Unsustainable tour" dei Muse.
- Il brano Civilization è stato utilizzato in uno spot Adidas del 2011 in cui appaiono Messi e altri campioni odierni e passati dello sport.
- Il lyric video del singolo Randy diretto e creato da Thomas Jumin[12] riprende lo stile estetico anni 90 degli U2 in Zoo Tv.
- Il brano Ohio contiene il campionamento della parte vocale di Orleans dal primo album solista "If I Could Only Remeber My Name" di David Crosby.
- Il brano Safe and Sound è stato utilizzato come intro per il gioco Forza Horizon 3: Blizzard Mountain.
- Nel brano Fire la protagonista è Susan Sarandon, il video è vagamente ispirato dal film Thelma & Louise.
- Nel videomusicale di Love S.O.S. dentro il camerino c'è una tv dove viene trasmesso il video One versione dei bufali degli U2.[13]